# サドラーズウェルズ劇場

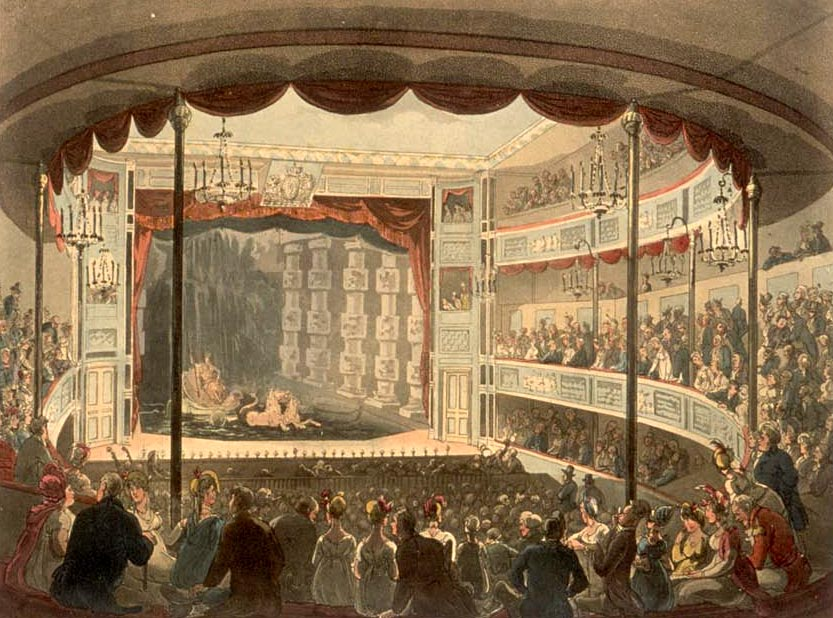
1811年頃の様子。19世紀には『マクベス』 『アントニーとクレオパトラ』 といったシェイクスピア劇が盛んに上演された。

サドラーズ・ウェルズ劇場 （Sadler's Wells Theatre） は、ロンドンにあるダンス公演を中心とした劇場である。コンテンポラリー・ダンスの劇場として最も知られているが、バレエやフラメンコ、歌舞伎　等の公演も催されている。
1683年に企業家のリチャード・サドラーが見つけた、薬効のある井戸のほとりに建てられたミュージック・ハウスが起源である。現在の名前もリチャード・サドラーとこの井戸に由来している。
1927年、オールド・ヴィック・シアターのリリアン・ベイリスにより再建され、1990年にバーミンガムに移転するまで、サドラーズ・ウェルズ・バレエ団 （現在はバーミンガム・ロイヤル・バレエ団） の本拠地であった。オールド・ヴィック劇場とサドラーズ・ウェルズ劇場の両方で公演を行っていたため、ヴィック・ウェルズとしても知られている。
現在の劇場は5代目で、国営宝くじ再分配基金の助成により、1998年10月11日に開場している。客席数1500席の大ホールに加え、200席のリリアン・ベイリス劇場が併設されている。また、サドラーズ・ウェルズ劇場はオルドウィッチの近くのピーコック劇場にもウェスト・エンドにおける拠点を構えている。
現在の芸術監督兼CEOはアリステア・スポルディング（Alistair Spalding）。Sadler's Wells is Danceを標語に、英国におけるダンスの中心としてその位置を築く方針を立てており、シルヴィ・ギエム、アクラム・カーン、クリストファー・ウィールドン、シディ・ラルビ・シェルカウイなどをアソシエイト・アーティストとして登録し、新たな作品の共同制作を行っている他, シディ・ラルビ・シェルカウイの振付、中国少林寺の武僧が出演して話題となったSutraなどこの劇場から発信され、世界ツアーを行っているヒット作も生まれている。
最寄地下鉄駅はエンジェル駅である。

## 公式サイト
- Sadlers Wells （公式サイト） - Complete History （歴史）
- Independentopera in Sadler's Wells
- サドラーズ・ウェルズ劇場 （公式動画サイト）